# Ценолесты
Ценоле́сты (лат. Paucituberculata) — отряд млекопитающих инфракласса сумчатых. Первые находки принадлежащих отряду таксонов датируются верхним палеоценом (не ранее 59,0 млн лет назад). Был наиболее богат формами в олигоцене и миоцене. В историческое время представлен только одним семейством Caenolestidae с шестью ныне живущими видами, объединёнными в 3 рода, представители которых обитают на северо-западе Южной Америки.

## Этимология
Латинское название, предложенное в 1894 году Флорентино Амегино, происходит от слов лат. paucus — «маленький» и tuberculum — «бугорок», что указывает на примитивность строения зубов (с малым количеством бугорков) у представителей отряда.

## Классификация
По данным сайта Fossilworks, на апрель 2017 года в отряд включают следующие таксоны рангом до рода включительно:
- Роды incertae sedis
  - † Bardalestes Goin et al., 2009
  - † Evolestes Goin et al., 2007
  - † Riolestes Goin et al., 2009

- † Семейство Decastidae Ameghino, 1894
  - † Dipilus Ameghino, 1890
  - † Metriodromus Ameghino, 1894

- Надсемейство Ценолестоиды[источник не указан 2872 дня] (Caenolestoidea Trouessart, 1898)
  - Семейство Ценолестовые (Caenolestidae Trouessart, 1898)
    - Эквадорские ценолесты (Caenolestes Thomas, 1895)
    - Перуанские ценолесты (Lestoros Oehser, 1934)
    - Чилийские ценолесты (Rhyncholestes Osgood, 1924)
    - † Eomannodon Ameghino, 1902
    - † Perulestes Goin & Candela, 2004
    - † Pliolestes Reig, 1955
    - † Progarzonia Ameghino, 1904
    - † Pseudhalmarhiphus Ameghino, 1903
    - † Stilotherium Ameghino, 1887 [syn. Garzonia Ameghino, 1891, Halmarhiphus Ameghino, 1891, Parhalmarhiphus Ameghino, 1894]
- † Надсемейство Palaeothentoidea Goin et al., 2009
  - † Семейство Abderitidae Ameghino, 1889
    - † Abderites Ameghino, 1887 [syn. Homunculites Ameghino, 1901]
    - † Decastis Ameghino, 1891
    - † Pitheculites Ameghino, 1901 [syn. Micrabderites Simpson, 1932]

  - † Семейство Palaeothentidae Sinclair, 1906
    - † Acdestis Ameghino, 1887
    - † Acdestodon Bown & Fleagle, 1993[5]
    - † Acdestoides Bown & Fleagle, 1993[5]
    - † Antawallathentes Rincón et al., 2015
    - † Carlothentes Bown & Fleagle, 1993[5]
    - † Hondathentes Dumont & Brown 1997
    - † Palaeothentes Ameghino, 1887
    - † Parabderites Ameghino, 1902
    - † Pilchenia Ameghino, 1904[6] [syn. Sasawatsu Goin & Candela, 2004] (или в семействе Caenolestidae[4])
    - † Propalaeothentes Bown & Fleagle, 1993[5]
    - † Titanothentes Rae et al., 1996
    - † Trelewthentes Bown & Fleagle, 1993[5]

  - † Семейство Pichipilidae Marshall, 1980
    - † Phonocdromus Ameghino, 1894
    - † Pichipilus Ameghino, 1890